# Hannah Kelly
Hannah Kelly, née le 30 septembre 1998 à Bury, est une athlète britannique spécialiste du 400 mètres.

## Biographie
Elle se classe troisième du relais 4 × 400 m lors des championnats du monde en salle 2024 à Glasgow.
Lors du relais 4 × 400 mètres féminin aux Jeux olympiques d'été de 2024, elle remporte la médaille de bronze grâce à sa participation aux séries.

## Palmarès
| Date | Compétition                    | Lieu      | Résultat | Épreuve   | Temps                    |
| ---- | ------------------------------ | --------- | -------- | --------- | ------------------------ |
| 2024 | Jeux olympiques                | Paris     | 3e       | 4 × 400 m | Participation aux séries |
| 2025 | Championnats d'Europe en salle | Apeldoorn | 2e       | 4 x 400 m | 3 min 24 s 89            |